# Scared to Dance
Scared to Dance är punkbandet The Skids' debutalbum från 1979.

## Låtlista
1. Into the Valley
2. Scared to Dance
3. Of One Skin
4. Dossier (of Fallibility)
5. Melancholy Soldiers
6. Hope and Glory
7. The Saints Are Coming
8. Six Times
9. Calling the Tune
10. Integral Plot

Bonuslåtar: (Endast nytryck)
- Charles (Singelversion)
- Scale
- Sweet Suburbia
- Open Sound
- TV Stars
- Night and Day
- Contusion
- Reasons
- Test Tube Babies